# Batifuller

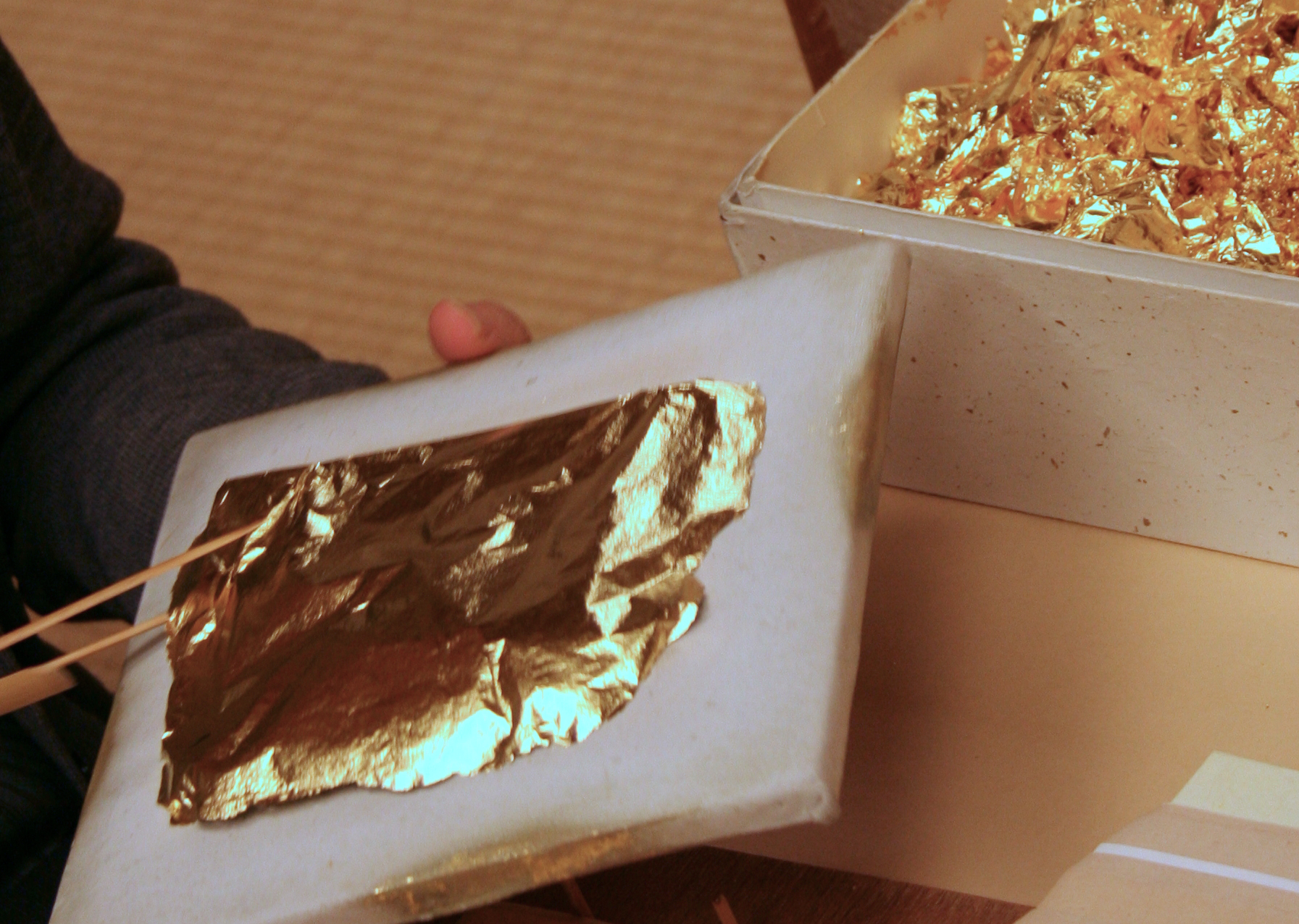
Pa d'or sobre el coixinet

El batifuller o batifullera, a vegades anomenat tirador d'or, és aquell ofici dedicat a picar un metall noble amb un martell fins a convertir-lo en fines làmines que s'utilitzaven per l'embelliment de les obres d'art. Aquestes s'anomenen pans d'or o d'argent, segons el material de què estiguessin fetes, i arribaven a tenir el gruix d'un full de paper o menys. També es podien fer d'altres metalls.

## Història

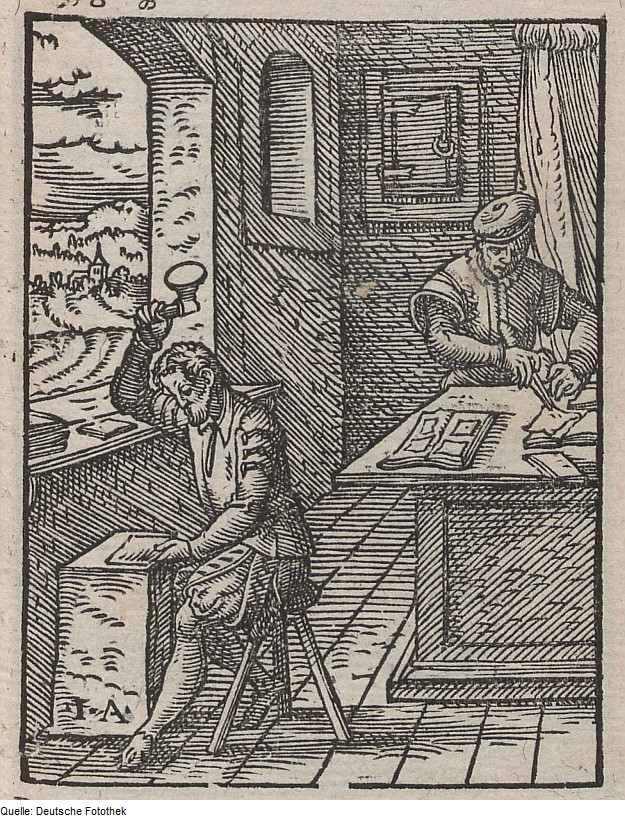
Taller de batifullers (1568)

Abans de l'aparició de l'ofici de batifuller, el pa d'or o de plata se l'havia d'elaborar el mateix artista que l'emprava per les seves obres. La professió menestral va aparèixer separadament a partir del segle xiv per proveir altres oficis com ara dauradors, pintors de retaules, relligadors, oripellers…
El 1306 ja hi havia una confraria de batifullers i brunyidors a València. En canvi, a Barcelona l'ofici no apareix esmentat fins al 1395; i en aquest cas la confraria era conjunta entre batifullers, oripellers i guadamassilers, almenys a partir del segle xvi, sota el patronatge de Sant Miquel Arcàngel.

## Tècnica històrica
La tècnica que descriu Teòfil comença per batre una peça d'or sobre una superfície llisa fins a obtenir una làmina. Es talla en quadrats que s'interfolien amb uns altres materials on no s'adhereixi l'or per a construir una mena de "llibre" de fulls alterns. Aquest material era originalment pergamí o teixits animals. El quadrat d'or es col·loca al centre de la superfície del pergamí i tot el conjunt s'embolcalla en una borsa de vitel·la que serà batuda amb un martell sobre una superfície plana fins que l'or s'estengui fins a ocupar tota la superfície del material interfoliar.
Cennini indica a Il libro dell'arte que per a la realització del pa d'or es facin servir ducats que, amb un pes aproximat de 3,5 grams, permet obtenir un centenar de fulls adients per brunyir. Segons aquestes dades, cada làmina tindria entre 28 i 35 micres d'un or que, tot i no ser pur, ja que les monedes contenien una part de coure, era suficient.
Les tècniques dels batifullers permetien obtenir 130 fulls de 20 x 10 cm a partir d'una moneda d'un ducat i que permet cobrir entre 6 i 8 metres quadrats.
Tot i que també s'utilitzava or en brut o procedent de peces velles, la materia primera més habitual eren les monedes. A Espanya, les monedes més utilitzades eren els ducats d'onze reals, els doblons i els escuts degut al gran percentatge d'or pur que contenien. La manca de monedes d'or av fer que progressivament es comencés a fer servir or adulterat i plata colrada. A partir del segle xvii, a conseqüència de la crisi econòmica de la monarquia hispànica, es començà a fer servir monedes d'or de baixa qualitat tot i especificar l'ús de l'"or més pur", així com l'anomenat "or de pragmàtica", un aliatge d'or d'Alemanya (or fals) amb argent, al qual se li aportava color afegint-hi safrà torrat.